# Gleichgeschlechtliche Ehe in Kanada

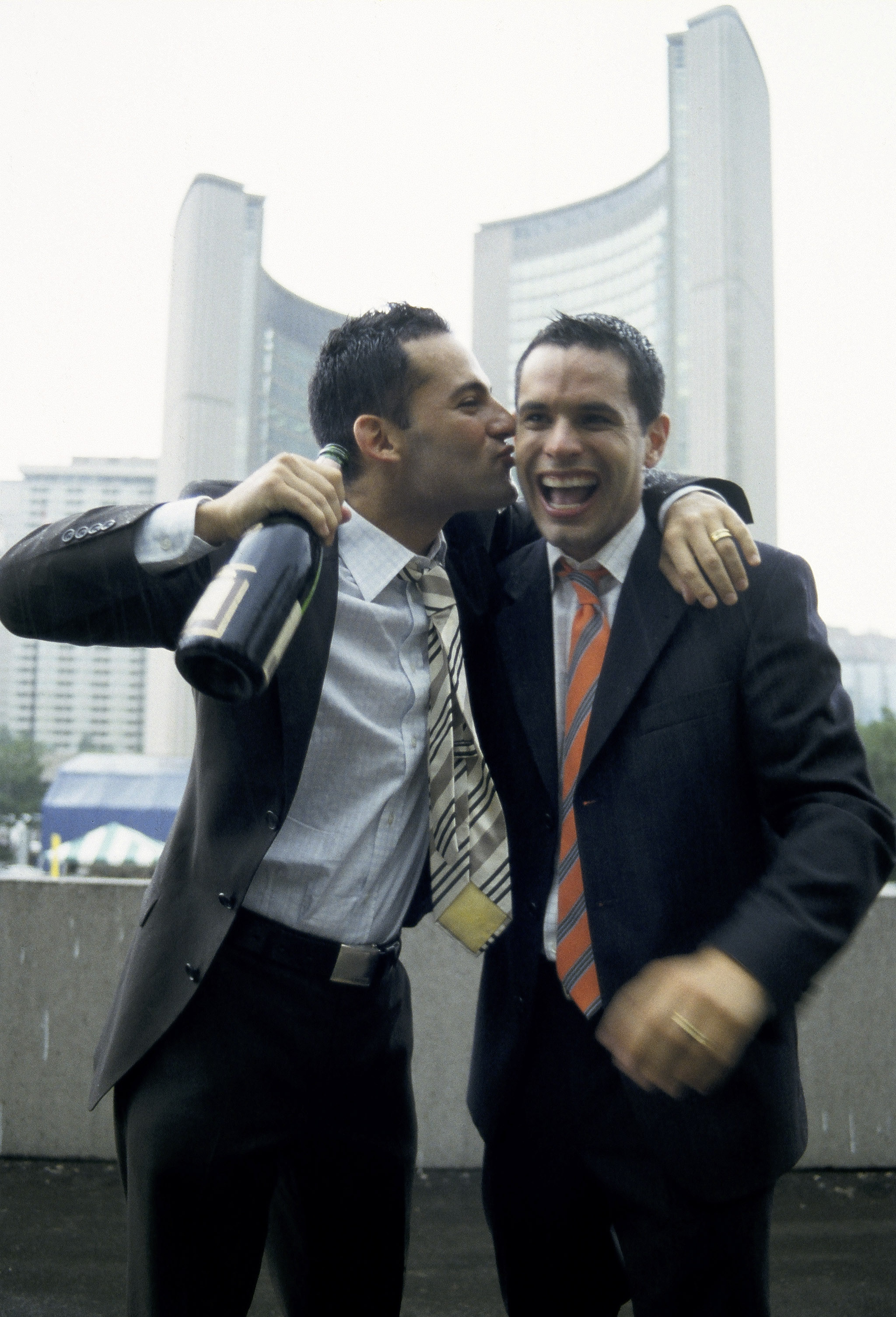
Eines der ersten gleichgeschlechtlichen Ehepaare Kanadas.

Die gleichgeschlechtliche Ehe wurde in Kanada mit dem Civil Marriage Act im Jahre 2005 landesweit eingeführt. Zuvor gab es in einigen Provinzen und Territorien Gerichtsentscheidungen, die in der Definition der Ehe als Verbindung zwischen Mann und Frau eine Verletzung der Grundrechte in der Kanadischen Charta der Rechte und Freiheiten sahen.

## Geschichte

### Gerichtsentscheidungen auf Provinzebene
Die ersten gleichgeschlechtlichen Ehen in der Geschichte Kanadas konnten am 10. Juni 2003 geschlossen werden. An diesem Tag entschied das höchste Gericht der Provinz Ontario in der Sache Halpern v. Canada, dass die Ehe für gleichgeschlechtliche Paare geöffnet werden müsse. Es bestätigte damit die Entscheidung einer Vorinstanz, welche aber der Regierung noch eine Frist für die Umsetzung der Entscheidung setzte. Das erste homosexuelle Paar, das nach der Entscheidung heiratete, waren Michael Stark und Michael Leshner.
In anderen Provinzen und Territorien ergingen ähnliche Entscheidungen, so in British Columbia (8. Juli 2003), Québec (16. März 2004), Yukon (14. Juli 2004), Manitoba (16. September 2004), Nova Scotia (24. September 2004), Saskatchewan (5. November 2004), Neufundland und Labrador (21. Dezember 2004) und New Brunswick (23. Juni 2005). In den Nordwest-Territorien wurde das Verfahren vor dem Obersten Gerichtshof nicht beendet, da bereits der Civil Marriage Act in Kraft getreten war. Auch in Alberta, Prince Edward Island, und dem Nunavut-Territorium ist die homosexuelle Ehe seit dem Inkrafttreten des Gesetzes erlaubt.

### Civil Marriage Act 2005
Im Februar 2005 führte die liberale Regierung unter Paul Martin im kanadischen Parlament ein Gesetz ein, das die Ehe auf Bundesebene als Verbindung zwischen zwei Personen definiert, egal welchen Geschlechts. In Vorbereitung des Gesetzes holte sie ein amtliches Gutachten beim Obersten Gerichtshof Kanadas ein, in dem geklärt werden sollte, ob es in den Zuständigkeitsbereich des Parlamentes fällt, ob es verfassungsgemäß ist, ob Standesbeamte das Recht haben müssen, die Schließung gleichgeschlechtlicher Ehen zu verweigern und ob die verschiedengeschlechtliche Definition der Ehe verfassungsgemäß ist. Die ersten drei Fragen wurden mit „Ja“ beantwortet, bei der letzten Frage behielt sich das Gericht eine Antwort vor.
Am 28. Juni passierte das Gesetz das Unterhaus und am 19. Juli den Senat. Einen Tag darauf wurde das Gesetz von der obersten Richterin Kanadas Beverley McLachlin unterzeichnet, in Stellvertretung für Adrienne Clarkson, der kanadischen Generalgouverneurin.

## Auswirkungen im Ausland
Die Öffnung der Ehe in Kanada wirkte sich nicht nur auf nationaler Ebene aus. Seit der ersten Entscheidung in Ontario begaben sich viele ausländische homosexuelle Paare nach Kanada, um dort zu heiraten. Dies wurde vor allem durch die Tatsache begünstigt, dass Kanada unter den Ländern, die die gleichgeschlechtliche Ehe erlauben, das einzige ist, das nicht zumindest einen dauerhaften Aufenthalt im Inland als Ehevoraussetzung verlangt.
Am 21. November 2006 entschied der Oberste Gerichtshof Israels, dass in Kanada geschlossene gleichgeschlechtliche Ehen in Israel anerkannt werden müssen.
In den Vereinigten Staaten waren zu jenem Zeitpunkt der Eheöffnung in Kanada Massachusetts und Connecticut die einzigen Bundesstaaten, in dem gleichgeschlechtliche Ehen geschlossen werden konnten. In einigen anderen Staaten wurden jedoch außerhalb des Staates geschlossene gleichgeschlechtliche Ehen anerkannt, so in Rhode Island. Im Bundesstaat New York hatte ein Gericht im Februar 2008 darauf entschieden, dass eine in Kanada geschlossene gleichgeschlechtliche Ehe in New York gültig ist. Die Berufung gegen diese Entscheidung wurde im Mai 2008 vom höchsten Gericht New Yorks abgelehnt, sodass die Anerkennung der Ehe rechtskräftig wurde. Am 28. Mai 2008 wies der New Yorker Gouverneur David Paterson die Behörden an, außerhalb des Staates geschlossene gleichgeschlechtliche Ehen anzuerkennen.
In den folgenden Jahren entschieden sich zunehmend weitere Bundesstaaten in den Vereinigten Staaten, die Ehe zu öffnen.